# Ловеч (стадіон)
Стадіо́н «Ло́веч» — футбольний стадіон збудований в 1962 році і повністю реконструйований в 1999 році. Він вміщує 7000 глядачів, має електричне освітлення і є одним з 4-х стадіонів в Болгарії, на яких дозволено проводити міжнародні матчі. Розмір поля — 100х65 метрів. Рекорд відвідуваності — 12500 осіб (в 1998 році на матчі з «Левскі»).